# 불곡산 (양주)
불곡산(佛谷山)은 대한민국 경기도 양주시에 있는 높이 470m의 한국의 화강암 산이다.
불국산으로도 불렸다. 대동여지도는 ‘양주의 진산’이라고 기록하고 있다.
산 중턱에는 신라 때 도선국사가 창건했다는 백화암이 있다. 양주 목사가 4백여 년간 행정을 펴던 동헌과 경기도 유형문화재 제82호인 어사대비, 양주향교(경기도 문화재자료 제2호), 양주별산대놀이(국가무형문화재 제2호) 전수회관, 양주 목사가 휴식을 취하던 금화정, 경기도 기념물 제143호인 양주산성 등의 문화재가 있다.
조선시대 통틀어 홍길동, 장길산과 더불어 3대 도둑으로 꼽히는 임꺽정의 사연이 있는 산이기도 하다

## 같이 보기
- 한국의 산
- 양주시의 지질
- 한국의 화강암